# Jüdischer Friedhof Obergrombach

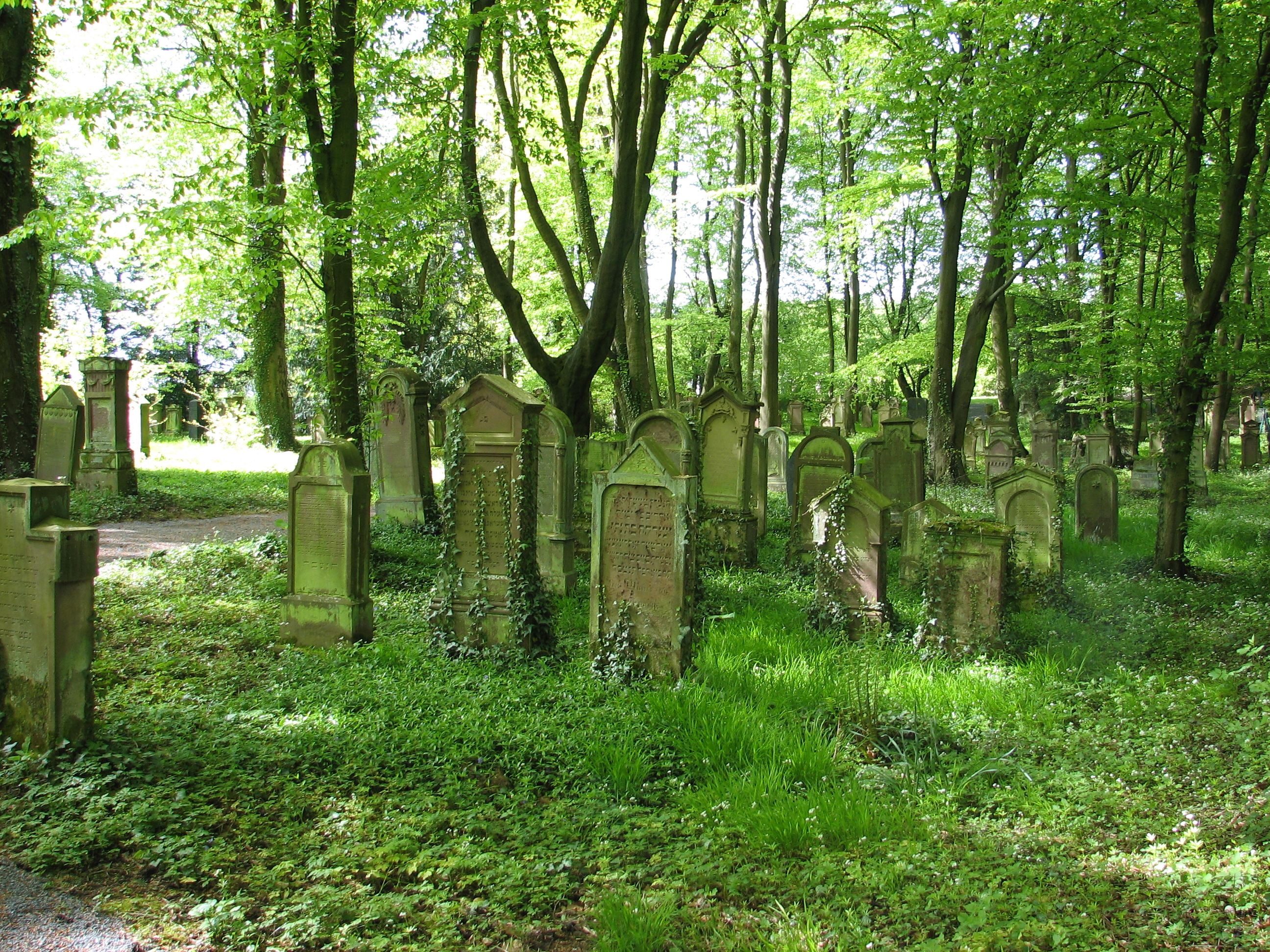
Jüdischer Friedhof in Obergrombach

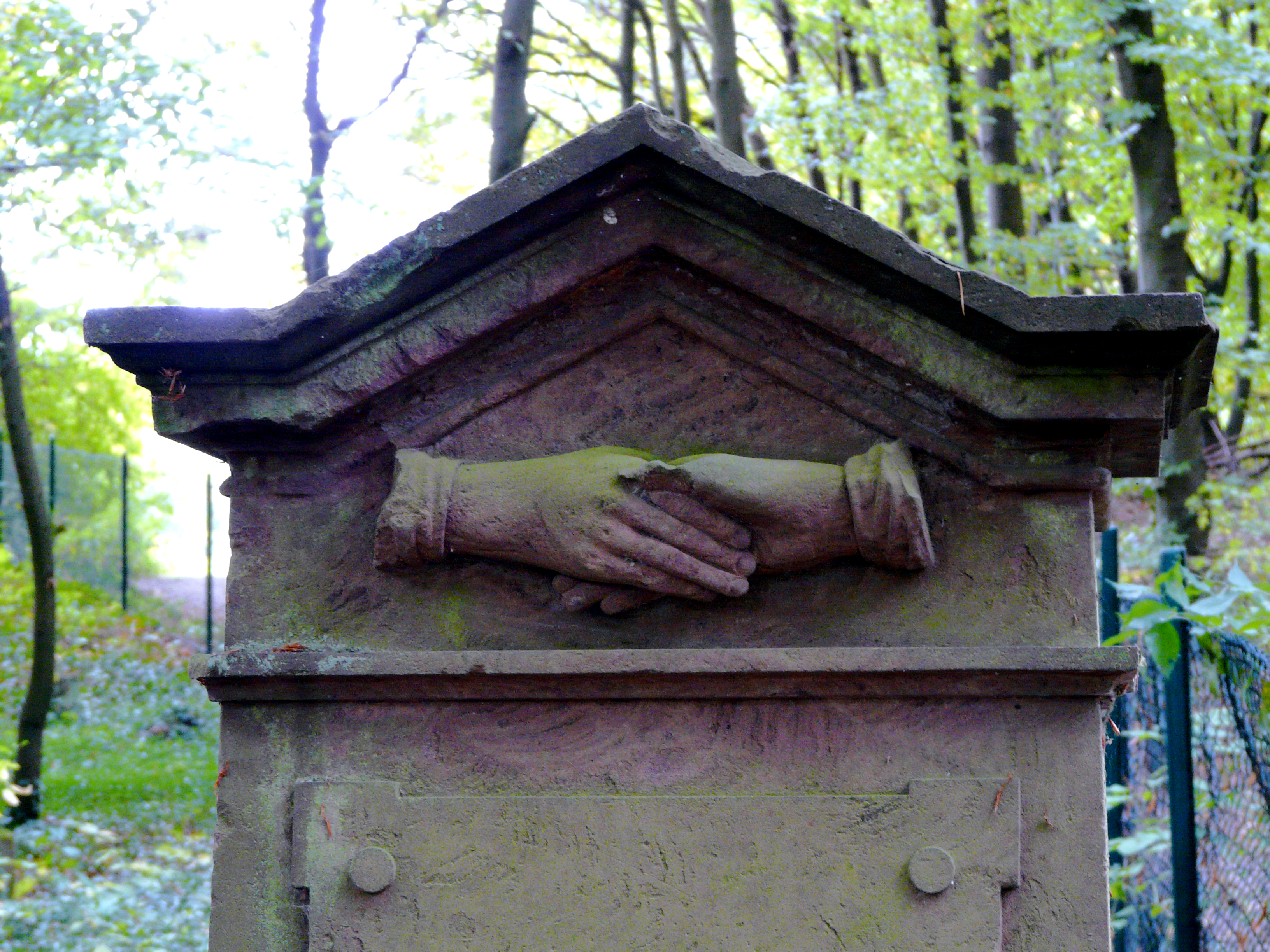
Verschlungene Hände als Motiv für Eheleute auf einem Grabstein

Auszug aus den Statuten des Begräbnis-Vereins von 1845

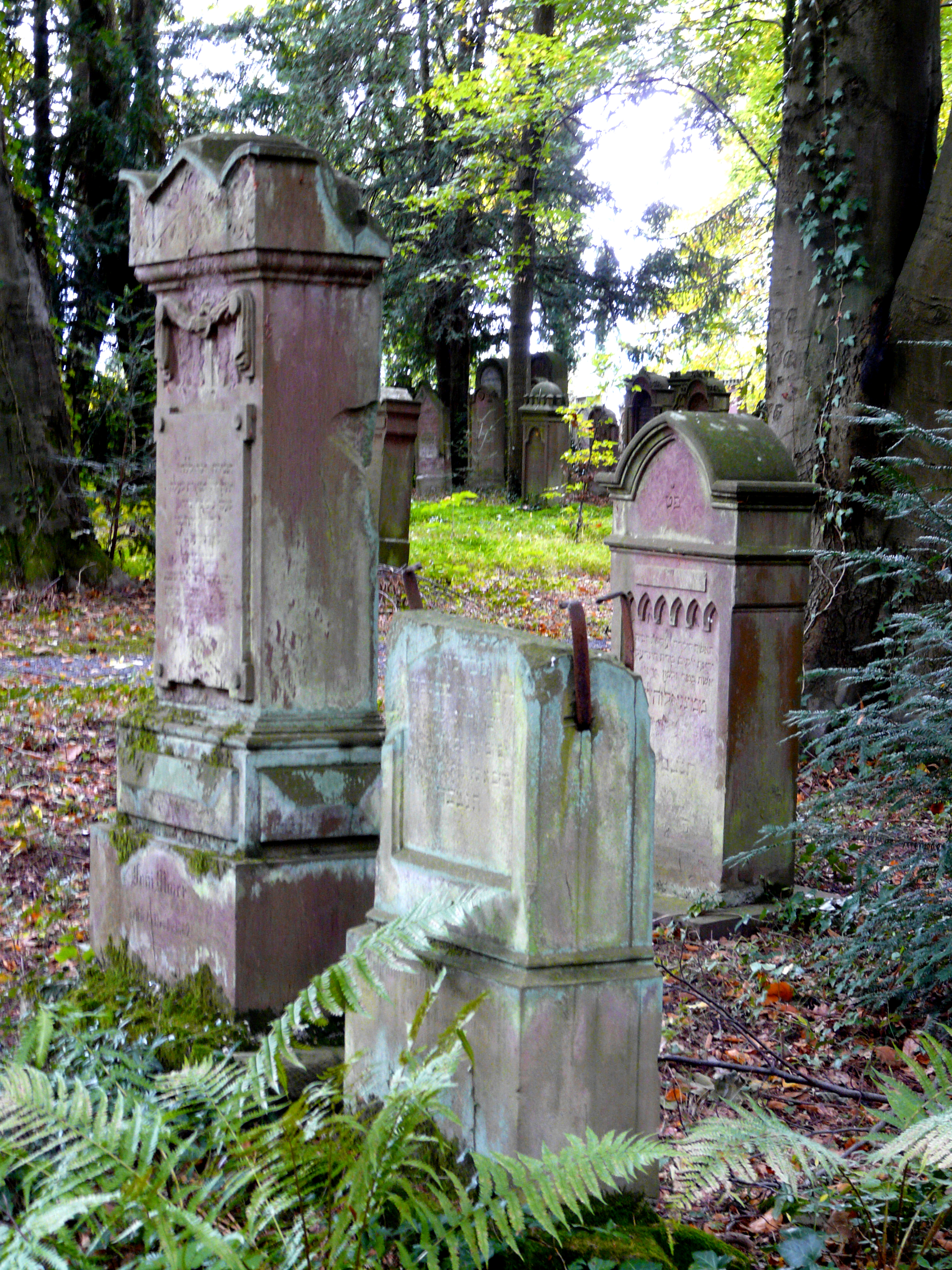
Grabsteine des Friedhofs

Der jüdische Friedhof Obergrombach entstand 1632 als Verbandsfriedhof mehrerer jüdischer Gemeinden auf der Gemarkung von Obergrombach, heute ein Stadtteil von Bruchsal. In der Zeit des Nationalsozialismus wurde der Friedhof verwüstet und ein Großteil der Grabsteine entwendet. Der Friedhof ist ein geschütztes Kulturdenkmal.

## Geschichte
Der jüdische Friedhof Obergrombach wurde 1632 während des Dreißigjährigen Krieges als Verbandsfriedhof der Juden in den rechtsrheinischen Gebieten des Hochstifts Speyer angelegt; zuvor hatte man auf dem jüdischen Friedhof in Worms bestattet. Die durch den Krieg unsicheren Wege nach Worms, die dabei zu entrichtenden Gebühren sowie die Tradition, die Toten möglichst noch am Sterbetag zu bestatten, dürften Gründe für die Neuanlage des Friedhofs gewesen sein. Zunächst wurde ein Grundstück von 30 ar auf der Gemarkung Obergrombach am Waldrand des Eichelbergs etwa zwei Kilometer östlich des Michaelsberges erworben. Der Kaufpreis betrug 735 Gulden; in dem außergewöhnlich hohen Betrag waren vermutlich die Gebühren für die Genehmigung der Bestattungen enthalten. Zusätzlich war ein jährlicher Bodenzins von acht Gulden an die bischöfliche Kellerei in Obergrombach zu zahlen. Zur Erweiterung wurde 1755 ein Grundstück auf der angrenzenden Bruchsaler Gemarkung erworben. Ein weiterer Grunderwerb 1799 ermöglichte die Verbindung der bis dahin getrennten Teile des Friedhofs. Noch in der Gegenwart gibt es auf dem Friedhofsgelände Grenzsteine der Gemarkungsgrenze zwischen Bruchsal und Obergrombach von 1792.
Die Nutzung des Friedhofs führte 1756 zu Konflikten um Wegerechte. Die Stadt Obergrombach forderte eine Vergütung für die Nutzung des Weges zum Friedhof; als die Juden sich weigerten, wurde der Weg überpflügt. 1766 wurde ein Gewohnheitsrecht der Juden anerkannt. 1797 wurde der Weg verlegt, nachdem er ein zweites Mal unbrauchbar gemacht worden war. 1756 wurden Bestattungen an Sonn- und Feiertagen untersagt, da dies die Feierstimmung der Christen beeinträchtigen würde.
Als Verbandsfriedhof wurde der Obergrombacher Friedhof von zeitweise 20 jüdischen Gemeinden unterhalten. Die Gemeinden waren nicht allein im Gebiet des Hochstifts Speyer, sondern auch in der benachbarten Kurpfalz sowie der Markgrafschaft Baden ansässig. Belegt sind Beerdigungen unter anderem von Juden aus Bruchsal, Ober- und Untergrombach (heute zu Bruchsal), Jöhlingen, Mingolsheim, Östringen, Bretten, Diedelsheim (heute zu Bretten), Heidelsheim (heute zu Bruchsal), Weingarten, Durlach, Graben, Grötzingen und Pforzheim. Träger des Friedhofs war eine Genossenschaft, deren Mitglied man bei der Aufnahme in eine Gemeinde oder bei Gründung einer Familie wurde. Die Genossenschaftsmitglieder hatten Anspruch auf eine Grabstätte für sich und die engeren Familienmitglieder. Verwaltet wurde der Friedhof von einer „Wohltätigkeitsgesellschaft“ (Gemiluth Chessed).
Im 18. und 19. Jahrhundert legten mehrere jüdische Gemeinden eigene Friedhöfe an, beispielsweise Mingolsheim 1878 und Bruchsal 1893. Der Obergrombacher Friedhof diente zuletzt nur noch den Juden in Ober- und Untergrombach als Begräbnisstätte. Mitte des 19. Jahrhunderts erreichte der jüdische Bevölkerungsanteil in den Landgemeinden seinen Höchststand; danach sank er bedingt durch die Auswanderung insbesondere in die USA und die Abwanderung von Juden in die Städte, wo sich bessere Berufsmöglichkeiten boten. Die jüdische Gemeinde von Obergrombach wurde 1888 aufgelöst, die dort lebenden Juden schlossen sich der Gemeinde von Untergrombach an; die Obergrombacher Synagoge wurde in eine evangelische Kapelle umgewandelt.

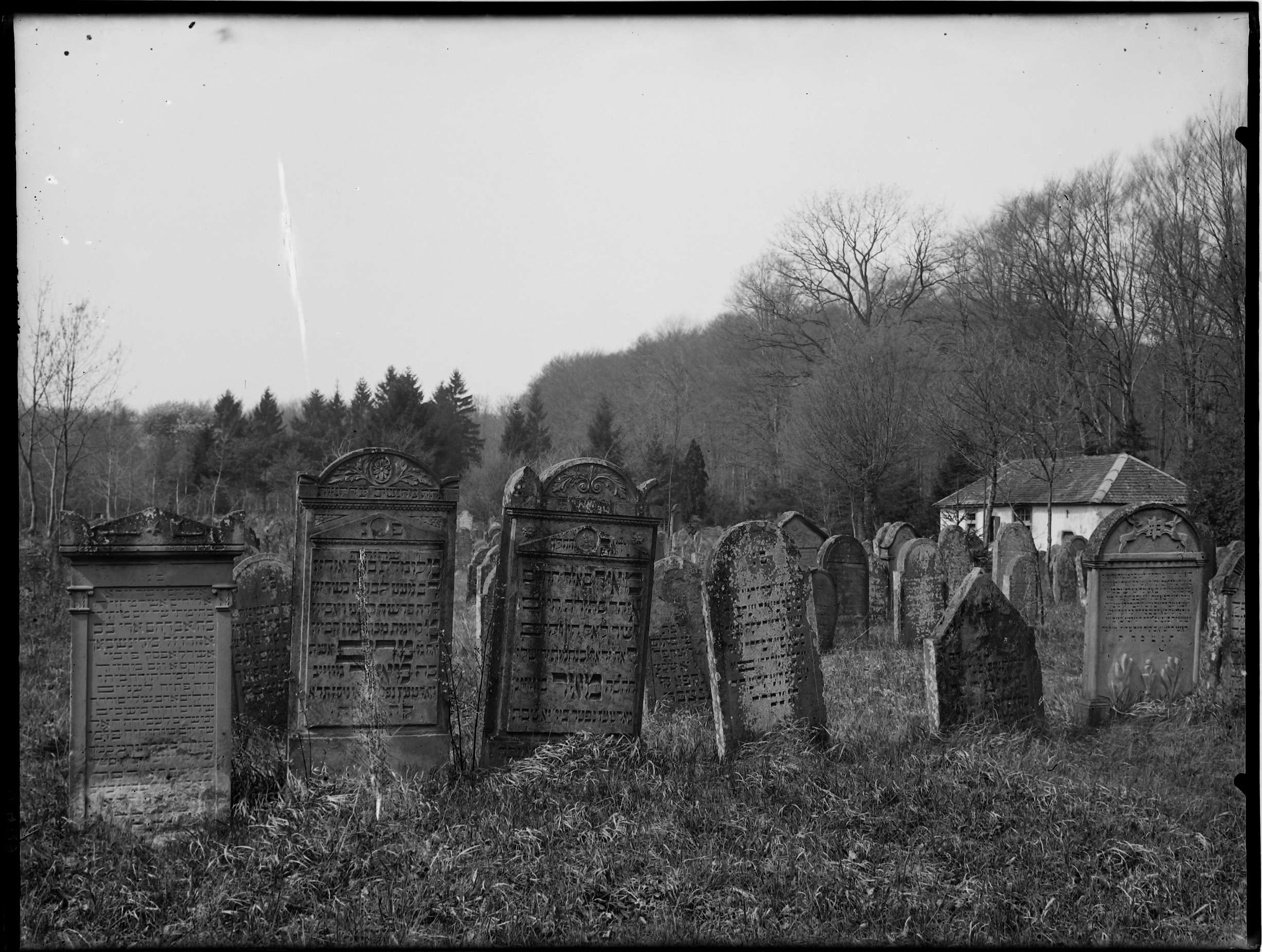
Grabsteine im Jahr 1910 (Fotograf: Wilhelm Kratt)

Für Siegfried Grzymisch, Bruchsaler Bezirksrabbiner und letzter Vorsitzender der Friedhofskommission, führte der über mehrere Jahrhunderte bestehende Friedhof 1931 „dem Nichtjuden überzeugend vor Augen, dass der Jude hier als Einheimischer zu gelten habe und nicht als Fremder, welchem ein geringeres Recht zukommt.“ Für Grzymisch war

„[d]ie Lage dieses ‚ewigen Hauses‘ der Toten […] eine wundervolle. Es liegt auf der Höhe des Eichelberges ausgestreckt, aber auf einer Ebene, und zwar am Rand des Waldes, in seine Bucht wie in einen Schoß eingebettet. Die geheimnisvollen Schatten des Waldes fallen in den ‚guten Ort‘ hinein, aber auf der anderen Seite flutet das Licht der freien Flur darüber hinweg. Wie weltabgeschieden und doch wie reich an Leben!“

1933, im Jahr der Machtübertragung an die Nationalsozialisten, lebten in Untergrombach 32 und in Obergrombach zwei Personen jüdischen Glaubens. Juden aus beiden Orten wurden im Oktober 1940 in der Wagner-Bürckel-Aktion zunächst nach Südfrankreich deportiert; die Mehrheit von ihnen wurde später in den Vernichtungslagern im Osten ermordet. Der Obergrombacher Friedhof wurde bis 1937 für Bestattungen genutzt. Vermutlich während der Pogrome im November 1938 wurde er verwüstet: 1800 der insgesamt 2300 Grabsteine wurden umgeworfen und später, wahrscheinlich im Frühjahr 1939, vom Friedhof entfernt. Zudem wurde das Leichenhaus (Taharahaus), 1833 anstelle eines Vorgängerbaus errichtet, zerstört. 1941 befand sich der Friedhof im Besitz der Reichsvereinigung der Juden in Deutschland. Das Bruchsaler Landratsamt verfügte im September 1941 die Schließung des Friedhofes und bezeichnete die Kommunen als mögliche Erwerber des Geländes. Der Verkauf des Friedhofes unterblieb bis Kriegsende.
Nach der Befreiung ordnete der Landrat von Bruchsal im Juli 1945 die Wiederherstellung des Friedhofs an:

„Der jüdische Friedhof Obergrombach ist nun sofort in seinen früheren Zustand zu versetzen, insbesondere sind die Grabsteine beizuschaffen und ordnungsgemäß auf das entsprechende Grab zu stellen. Hierzu sind die Einwohner von Obergrombach heranzuziehen. In erster Linie wird man mit den Arbeiten aktive Nationalsozialisten beauftragen, die jedoch unter zuverlässiger Aufsicht stehen müssen, damit keine Verwechslungen bezügl. der Grabsteine vorkommen. Diese Arbeit ist trotz evtl. Erntearbeit sofort in Angriff zu nehmen und muss in kürzester Zeit und sauber durchgeführt werden.“

1946 wurden in der nahegelegenen Obergrombacher Hohl, einem Hohlweg, etwa 70 Grabsteine geborgen, die dort als Wasserrinnen eingebaut waren. Nach Ansicht des zuständigen Beamten bei der Bruchsaler Stadtverwaltung wären noch mehr Grabsteine zu bergen gewesen, wenn die Überwucherung beseitigt worden wäre. Anfang der 1950er Jahre pflegte ein Landwirt aus Obergrombach im Auftrag und gegen Rechnung der in New York ansässigen Jewish Restitution Successor Organization (JRSO) den Friedhof. Später übernahm die Stadt Obergrombach, ab 1961 die Stadt Bruchsal die Betreuung. Im November 1982 wurde ein Gedenkstein an die Verfolgung der Juden durch die Nationalsozialisten mit der Inschrift „Nacht und Tag weine ich nie endend. (Jeremia)“ enthüllt (Jer 14,17 ). Gelegentlich wurde der Friedhof weiterhin für Beerdigungen genutzt, so 1964 und 1972 sowie zuletzt im Winter 2002/03.

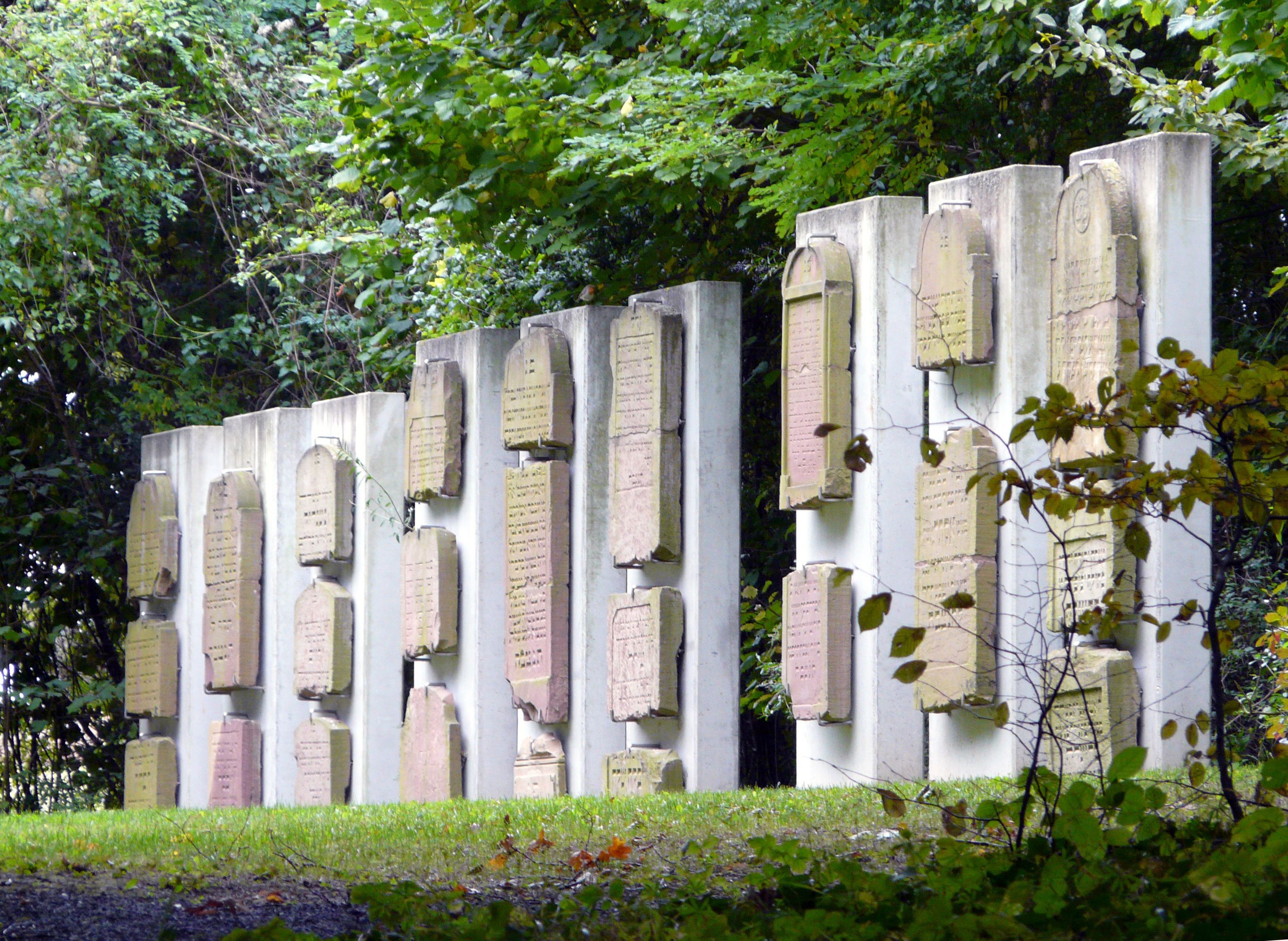
Stelenfeld mit den nach 1998 geborgenen Grabsteinen

Anfang 1989 wurde die Bruchsaler Stadtverwaltung erneut auf Grabsteine in der Obergrombacher Hohl hingewiesen. Urheber der Aktion war der Mannheimer Studentenpfarrer Johannes Ehmann, der Hilfe durch „einige Studierende“ hatte. Johannes Ehmann und sein Bruder Reinhard hatten die Steine 1984 ausgegraben. Ab 1992 wurden insgesamt 850 Grabsteine in der Hohl geborgen und auf den Friedhof zurückgebracht. 123 Grabsteine wurden restauriert und in ein im Mai 1995 eingeweihtes Mahnmal integriert. 1998 wurden am Unteröwisheimer Weg nordöstlich von Bruchsal weitere 788, als Wasserablauf verwandte Grabsteine entdeckt. Bis 2004 wurden auch diese Steine geborgen; 87 von ihnen wurden restauriert und an Stelen befestigt, die auf einer Erweiterung des Friedhofs nach Westen aufgestellt wurden. Kleinere Fragmente von Grabsteinen wurden im Friedhofsgelände vergraben; größere Fragmente auf dem Friedhofsgelände ausgelegt. Lagepläne zur Zuordnung der Grabsteinfragmente zu den Gräbern waren nicht vorhanden. Die gewählte Lösung entsprach nicht den Vorstellungen des Oberrates der Israeliten Badens: Der Oberrat war dafür eingetreten, anstelle des Zauns eine Einfriedungsmauer um den Friedhof zu errichten, an der alle geborgenen Grabsteine befestigt werden sollten.
Obwohl jüdische Friedhöfe meist wenig gärtnerisch gepflegt werden, scheint der Obergrombacher Friedhof über Jahrhunderte regelmäßig gemäht worden zu sein, so dass er sich im 19. Jahrhundert zu einem der artenreichsten Trockenrasen der Gegend entwickelt hatte. Erste Fundberichte von Naturkundlern, die den Friedhof regelmäßig besuchten, stammen aus den 1840er Jahren. Spätestens seit den 1930er Jahren blieb die Pflege des Friedhofs aus, so dass in den folgenden 50 Jahren ein Buchenwald anstelle des Trockenrasens entstand. Dokumentiert sind die einzigen Vorkommen des Brand-Knabenkrauts und der Spinnen-Ragwurz in der Region; noch in den 1950er Jahren wurden fünf Orchideenarten gezählt.
In der Gegenwart umfasst der Friedhof mit einer Länge von etwa 270 Metern und einer Breite von bis zu 70 Metern eine Fläche von etwa 140 Ar. Die Gräber sind nach Osten ausgerichtet. Im Süden grenzen landwirtschaftlich genutzte Flächen an; im Norden erstreckt sich ein Waldgebiet. Im Osten befindet sich der Standortübungsplatz der Bundeswehr in Bruchsal mit einem Schießstand. Der Friedhof steht unter Denkmalschutz; Träger des Friedhofs sind das Landesdenkmalamt und die Stadt Bruchsal. Der Oberrabbiner der jüdischen Gemeinde Karlsruhe ist für religiöse Angelegenheiten zuständig.

## Gräber
Auf dem Friedhof bestattet sind
- Der Viehhändler Joseph Zwi Carlebach (1802–1881), der über seinen Sohn Salomon Carlebach zum Stammvater einer großen deutschen und später weltweit bekannten Rabbinerfamilie wurde